# Albert Socin

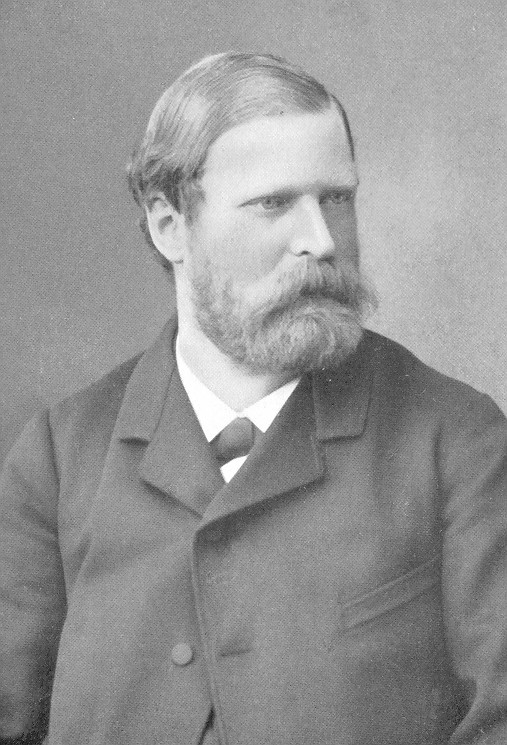
Albert Socin

Albert Socin (* 13. Oktober 1844 in Basel; † 24. Juni 1899 in Leipzig) war ein Schweizer Orientalist.

## Leben

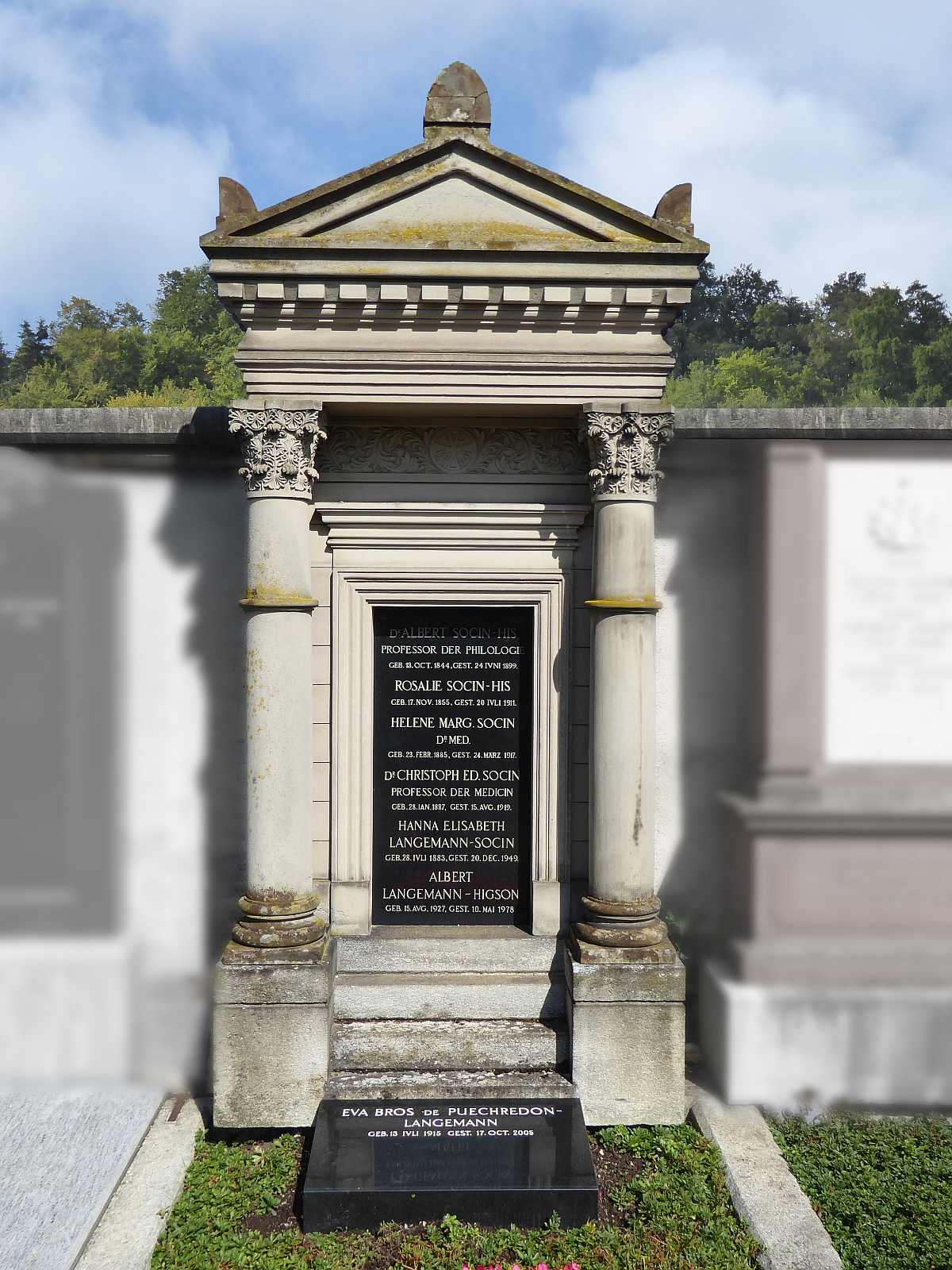
Grab auf dem Friedhof Wolfgottesacker, Basel

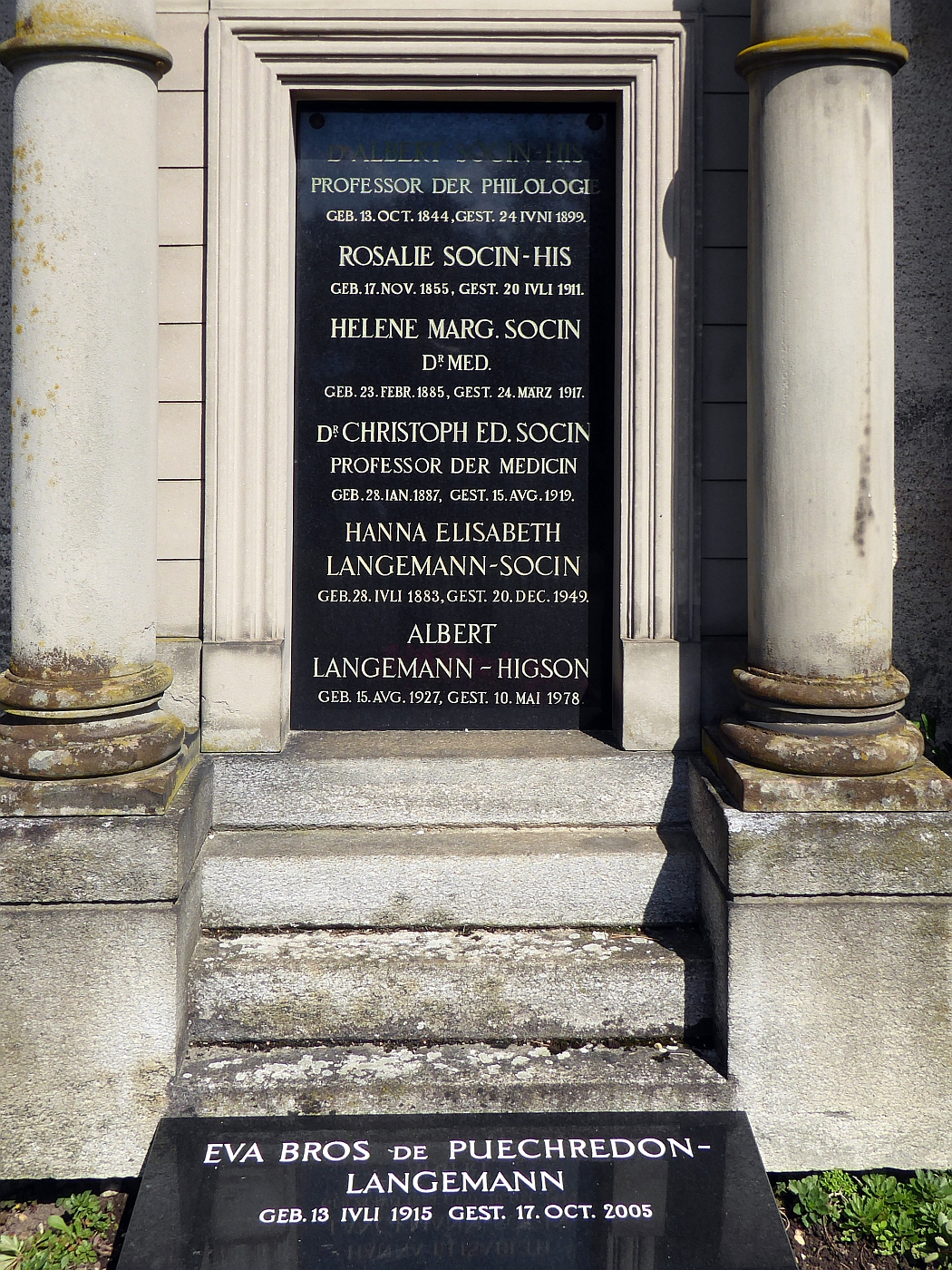
Grabstein auf dem Friedhof Wolfgottesacker, Basel

Socin studierte seit 1862 an den Universitäten in Basel, Genf, Göttingen und Leipzig orientalische Sprachen. Nach seiner Promotion in Halle 1867 hielt er sich noch ein Jahr an der Berliner Universität auf. Zwischen 1868 und 1870 lebte Socin im Orient, wo er, zum Teil zusammen mit Eugen Prym (1843–1913), wichtige Forschungen zu den arabischen Dialekten, über das moderne Syrisch und die kurdische Sprache machte.
1871 habilitierte sich Socin in Basel und wurde dort 1873 zum ausserordentlichen Professor ernannt. Im selben Jahr unternahm er eine zweite wissenschaftliche Reise nach Palästina und nach Syrien. 1876 wurde er als ordentlicher Professor an die Universität Tübingen und 1890 an diejenige von Leipzig berufen. 1891 wurde er als ordentliches Mitglied in die Königlich Sächsische Gesellschaft der Wissenschaften aufgenommen.
Socin ist einer der Gründer des Deutschen Palästinavereins, für dessen Zeitschrift er Aufsätze sowie zwischen 1878 und 1885 die Wissenschaftlichen Jahresberichte lieferte.
1885 veröffentlichte Socin seine Arabische Grammatik, die in der 5. Auflage von Carl Brockelmann stark überarbeitet wurde und seitdem als Standardwerk in zahlreichen weiteren Auflagen erschienen ist.
Albert Socin starb am 24. Juni 1899 in Leipzig.

## Veröffentlichungen
- Die Gedichte des Alkama. Leipzig 1867.
- Handbuch für Reisende. Palästina und Syrien. Karl Baedeker, Leipzig 1875 (3. Auflage 1891).
- mit Emil Kautzsch: Die Echtheit der moabitischen Altertümer geprüft. Straßburg 1876.
- Arabische Sprichwörter und Redensarten. Tübingen 1878. Digitalisat
- mit Eugen Prym: Der neuaramäische Dialekt des Tur 'Abdin. 2 Bände. Göttingen 1881.
- Die neuaramäischen Dialekte von Urmia bis Mossul. Tübingen 1882.
- Arabische Grammatik. Paradigmen, Litteratur, Chrestomathie. Porta Linguarum Orientalium. Karlsruhe/Leipzig 1885 (Digitalisate bei archive.org).
- mit Rudolf Smend: Die Inschrift des Königs Mesa von Moab. Freiburg im Breisgau 1886.
- mit Eugen Prym: Kurdische Sammlungen. 2 Bände. St. Petersburg 1887/1890.
- mit Emil Kautzsch: Die Genesis mit äußerer Unterscheidung der Quellenschriften übersetzt. Freiburg im Breisgau 1888.
- Zum arabischen Dialekt von Marokko. Leipzig 1893 (Digitalisat der SLUB Dresden).
- mit Hans Stumme: Der arabische Dialekt der Houwāra des Wād Sūs in Marokko. Leipzig 1894.
- Die Siloahinschrift. Freiburg im Breisgau 1899.